# Eko Atlantic
 (août 2021).
Eko Atlantic ou Eko Atlantic City est un projet d'aménagement urbain de la ville de Lagos, au Nigeria. Lancé en 2007 par l'État de Lagos, son objectif est de construire une version africaine de Dubaï sur une île artificielle et puis de transformer Lagos en une mégapole attractive pour le tourisme et les affaires.
« Eko » est le nom yoruba de Lagos.
Eko Atlantic City doit s'élever sur une île artificielle de 820 ha de superficie (6 500 m de long et 1 260 m de large). L'axe de la ville nouvelle sera une voie navigable de 30 m de large qui doit relier trois marinas. Une fois terminée, Eko Atlantic City devrait compter 250 000 habitants et fournir du travail à 150 000 personnes. Le projet vise tout d'abord à aménager une île artificielle le long de la côte Atlantique devant Victoria Island, où le littoral – aujourd'hui Bar Beach – a subi une forte érosion depuis le début du XXe siècle.
Pour la mise en œuvre du projet, « Eko Atlantic Development » a été créé par la principale entreprise de travaux publics et de construction de l'Afrique de l'Ouest, le Chagoury Group. L'État de Lagos est associé au projet, qui doit être financé par des fonds publics et privés.
La première entreprise de dragage de Chine, la China Communications Construction, a commencé les travaux de dragage en 2009. Il s'agira ensuite de construire des digues de protection sur le périmètre extérieur pour mettre la ville à l'abri de l'océan. Ce brise-lames sera constitué par un mur à la fois émergé et immergé utilisant d'énormes blocs de béton en forme de X, destinés à dissiper l'énergie des vagues. Ces travaux devaient durer six ans.
2022, les travaux ne sont toujours pas terminés et le projet est en pause.
Pour David Lamoureux, ce projet s'inscrit dans un mouvement de retrait de l'État nigérian dans la planification urbaine de Lagos, laissant la place à une logique d'enclaves privatisées.

## Sources
- (en) Lagos: The 'Dubai' of Africa? sur NairaMarket, 25 octobre 2007
- (en) Nigeria: 820 hectares Lagos ‘Atlantic City’ rises from reclaimed Bar Beach par Eliesmith